# Портрет папы Иннокентия X
«Портрет папы Иннокентия Х» — известная картина испанского художника Диего Веласкеса, созданная во время поездки в Италию около 1650 года. Многие художники и искусствоведы считают её лучшим портретом из когда-либо созданных. Хранится в Галерее Дориа- Памфили в Риме. Уменьшенная версия хранится в Метрополитен-музее в Нью-Йорке, а этюд выставлен в Эпсли-хаусе в Лондоне.

## История картины
В 1650 году по поручению короля Диего Веласкес поехал в Рим, чтобы закупить картины и статуи для будущей живописной и скульптурной академии в Мадриде. В Риме художник впервые повстречал папу Иннокентия Х, который был известен своей продажностью и корыстью. Папа заказал Веласкесу свой портрет.
Перед Веласкесом встали проблемы, связанные с традиционными правилами портрета и непременной парадностью. Художник решил показать на картине внутренний мир Иннокентия Х, как это когда-то сделал его любимый художник — Тициан, на своём портрете Павла III. Второй раз Веласкес увидел папу случайно: ему разрешили посещать Ватикан, и он подолгу там задерживался. Однажды художник увидел в окно проходившего по аллее папу. Веласкеса поразили изменения в лице старика: он был наедине с собой и поэтому не притворялся жестоким и подозрительным, он был угнетён и подавлен чем-то.
Через несколько дней Веласкес преподнёс портрет в дар Иннокентию Х. Увидев свой портрет, папа произнёс: «Слишком правдиво!» (итал. Troppo vero!). В награду за портрет художник получил массивную золотую нагрудную цепь с миниатюрным портретом Иннокентия X в медальоне, осыпанном самоцветами. Веласкес прославился по всей Италии, многие копировали портрет, чтобы учиться мастерству художника.

## Описание
На картине папа изображён таким, каким его увидел Веласкес в первый раз — энергичным и подозрительным. Колористическая гамма сконцентрирована на двух тонах — красном и белом. Красный цвет разнообразен множеством оттенков.
На портрете подчёркнуты грубые, некрасивые черты лица папы, на лице играют багровые блики. Наряду с красными красками выделяется белый цвет сутаны, воротника, манжет. В левой руке Иннокентий Х держит письмо с надписью: «Наисвятейшему папе Иннокентию X Диего де Сильва Веласкес, придворный живописец его величества, короля католического».

## Этюд
Этюд к полотну находится в Музее Веллингтона (Лондон).

## Судьба картины и её влияние

«Этюд по портрету папы Иннокентия X работы Веласкеса», Фрэнсис Бэкон, 1953

Веласкес написал два варианта картины (не считая авторских реплик и копий). Один портрет находится в римской галерее Дориа-Памфили, другой — хранился в собрании британского премьер-министра и знаменитого коллекционера Хораса Уолпола. В 1779 году вместе с другими картинами собрания это произведение было приобретено российской императрицей Екатериной II для картинной галереи Императорского Эрмитажа в Санкт-Петербурге. В 1937 году картина вместе с другими продана советским правительством американскому банкиру, промышленнику и коллекционеру Эндрю Меллону за твёрдую валюту и сейчас находятся в Национальной галерее в Вашингтоне.
Британский художник Фрэнсис Бэкон написал серию искажённых вариаций на тему Портрета папы Иннокентия Х, известную как «Кричащие Папы», в которой насчитывается более 45 полотен, созданных на протяжении 1950-х и начала 1960-х. Жиль Делёз называл эту картину примером креативной реинтерпретации классического искусства. Бэкон избегал смотреть на оригинальное полотно, но портрет оказал на него очень больше влияние, отсылки к нему наблюдаются в работах художника с конца 1940-х по начало 1960-х. В вариации 1953 года Папа изображён кричащим, но его голос как бы заглушается прозрачными занавесками и тёмной палитрой, что задаёт гротескный и кошмарный тон работы. Плиссированные прозрачные занавески будто проходят сквозь лицо Папы.
Полотно Бэкона в свою очередь послужило источником вдохновения для создания костюма Джокера для фильма «Тёмный рыцарь» — фиолетовое пальто злодея по замыслу художника по костюмам Линди Хемминг повторяло фиолетовую накидку Иннокентия.